# سیروس امیرمکری
سیروس امیرمکری دستیار وزیر خزانه‌داری ایالات متحده آمریکا در زمینه موسسه‌های مالی و عضو هیئت مدیره بانک ملی تعاونی مصرف‌کنندگان آمریکا بود. او از معدود مهاجران ایرانی‌تباری است که مدال افتخار جزیره الیس را اخذ کرده‌است. این مدال به پاس قدردانی از تلاش‌های مهاجرین در بسط فرهنگ و تمدن آمریکا توسط سازمان ملی ائتلاف اقوام آمریکا به مهاجرین برگزیده اعطا می‌شود.

## زندگی شخصی
سیروس امیرمکری متولد ۱۳۴۳ خورشیدی (۱۹۶۴ میلادی) در تهران، ایران است. وی از سال ۱۹۸۱ و پس از وقایع انقلاب اسلامی ایران، خصوصاً بحران گروگان‌گیری در سفارت آمریکا به آمریکا مهاجرت کرد و پس از یک سال شرکت در آکادمی ویلند (Wayland Academy) در ایالت ویسکانسین، به کالج هاروارد رفت و در سال ۱۹۸۶ با مدرک بیوشیمی فارغ‌التحصیل شد. پس از آن به تحصیل تاریخ در دانشگاه شیکاگو مشغول شد. در این دوره به تحصیل در تاریخ اسلام در عصر حاضر و قرون وسطی، علوم دیپلماتیک (با تمرکز بر ایالات متحده آمریکا) و تفکرهای اسلامی پرداخت. او با دریافت کمک هزینه تحصیلی و فلوشیپ بنیاد ملون (Mellon Foundation) پایان‌نامه دکترای خود را با موضوع «ایدئولوژی و اثرات دراز مدت انقلاب اسلامی بر قانون اساسی ایران» نوشت. پس از اتمام دوره دکتری تاریخ به مدرسه حقوق دانشگاه شیکاگو پیوست و در سال ۱۹۹۵ از آنجا نیز با درجه دکترای حقوق از آن دانشگاه فارغ‌التحصیل شد. پس از فارغ‌التحصیلی از دانشکده حقوق در این زمینه در ایالتهای ایلینوی و نیویورک فعال بوده‌است.

نام سیروس امیرمکری در فهرست ایرانیان موفق در آمریکا به چشم می‌خورد. او از علاقه‌مندان موسیقی کلاسیک و فوتبال می‌باشد.

## زندگی حرفه‌ای
امیرمکری از تاریخ سه‌شنبه ۱۰ آبان ۱۳۹۰ (اول نوامبر سال ۲۰۱۱)، با پیشنهاد رئیس جمهور اوباما و تصویب سنای آمریکا در سمت دستیار وزیر خزانه‌داری ایالات متحده آمریکا در زمینه موسسه‌های مالی و همچنین عضویت در هیئت مدیره بانک ملی تعاونی مصرف‌کنندگان فعال است.

مطابق قوانین وزارت خزانه‌داری ایالات متحده، وزیر خزانه‌داری از کمک ۱۰ دستیار ویژه برخوردار است که وظیفه هر یک از این افراد نظارت و سیاست‌گذاری بر یکی از ارکان نظام مالی کشور آمریکا است. سمت دستیار وزیر خزانه‌داری در زمینه موسسات مالی، زیر مجموعه معاونت امور مالیه داخلی بوده و موظف است که به قائم‌مقام وزیر گزارش بدهد.

او پیش از آن مشاور ارشد حقوقی و سیاست‌گذاری رئیس کمیسیون معاملات قراردادهای آتی کالا (Commodity Futures Trading Commission) بود. وی از افرادی بود که در انجام مراحل حقوقی منجر به تصویب قانون داد-فرنک (قانون اصلاح ساختار وال استریت و حمایت از حقوق مصرف‌کنندگان) نقش داشت و در پیاده‌سازی این قانون نیز دخیل بود.
امیرمکری به عنوان معاون نماینده در «شورای نظارتی ثبات مالی» و به عنوان واسطه و هماهنگ‌کننده بین آژانس‌های مالی نیز فعال بوده‌است. از سوابق فعالیت پیشینش در دولت ایالات متحده، می‌توان به سمت منشی قاضی برجسته، آقای بروس ام. سلیا اشاره کرد که قاضی عالی‌رتبه در دادگاه استیناف در مدار اول ایالات متحده آمریکا می‌باشد.
او پیش از فعالیت در دولت یکی از وکلای شرکت حقوقی «اسکادن، آرپز، اسلیت، مار، و فلوم» در نیویورک در حوزه تخصصی قوانین تجارت‌های پیچیده بود. وی در بسیاری از پرونده‌های مشهور شرکت، دخیل بود.
امیرمکری هم‌اکنون از اعضا هیئت امنا و همچنین هیئت مدیره سازمان پایا می‌باشد. او در زمینه‌های خدمات عام‌المنفعه اجتماعی و حقوق بشر نیز فعال است، از آن جمله می‌توان به پیگیری پرونده‌های افراد محکوم به اعدام، شکایات حقوق بشری محکومین، و همچنین پرونده‌های درخواست‌کنندگان پناهندگی اشاره کرد. علاوه بر این، وی از وکلای فعال مخالفت با مجازات اعدام و از فعالان حوزه ایرانی – آمریکایی‌ها بوده‌است.

## انتصاب بعنوان دستیار وزیر خزانه‌داری
- متن سخنرانی در کمیته بانکداری سنای آمریکا[۱۱]
- خلاصه فیلم سخنرانی در کمیته بانکداری سنای آمریکا[۱۲]
- فیلم کامل مذاکرات کمیته بانکداری سنای آمریکا[۱۳]